# ミドルタウン (コネチカット州)
ミドルタウン（英: Middletown）は、 アメリカ合衆国コネチカット州のミドルセックス郡にある都市。人口は4万7717人（2020年）。コネチカット川に沿い、州都ハートフォードの南26キロメートルに位置している。

## 概要
1650年、当初のインディアンによる名前であるマッタベセックを使って町として編入された。1653年に現在の名前に変わった。1784年、中央部の開拓地が町とは異なる市として編入された。1923年、ミドルタウン市は町と合併し、広い領域を持つ都市になった。当初から繁華な港町であり、その後製造業の中心となり、現在は住宅都市かつウェズリアン大学のある学園都市である。1785年にミドルセックス郡が設立されたときから、1960年に郡庁を廃止するまで、ミドルタウンは郡庁所在地だった。

## 歴史
ミドルタウン市があるコネチカット川左岸の土地は、マッタベセット族インディアン（別名マッタベセックあるいはマッタベセク）の本拠であり、彼等が住んだ地域は部族名を採って名付けられていた。この地域に最初のヨーロッパ人開拓者が到着したとき、マッタベセット族はコネチカット川流域にいるインディアン集団の一部であり、ソーヒーグという一人の酋長の下に纏まっていた。
1646年に「マッタベセット」の植民開拓計画がイギリスの高等法院によって書き上げられた。1650年にはコネチカット植民地の近くの所から最初のヨーロッパ人が到着した。この時のピューリタンによる初期開拓者の生活は容易ではなかった。ニューイングランドの岩の多い大地で土地を切り開き、家を建て、農業を行うことは過酷な労働を強いる試練だった。ピューリタンの間の法律も厳格なことが多かった。コネチカット植民地における死罪に該当する犯罪には「魔法使い、神への冒とく、親への呪いあるいは暴力、および子供の手に負えない頑固さが入っていた。
17世紀後半にイギリス人の同盟部族であり、マッタベセットなど土地の部族には敵であったピクォート族モヘガン・バンドがミドルタウン地域に入ってきた。ピクォート族と地元のインディアンとの間に紛争が続いた。マッタベセット族などはモヘガンのことを「人の破壊者」と呼んだ。ソーヒーグは植民地人が仲裁してくれることを期待したが、そうはならなかった。天然痘もマッタベセット族に影響し、部族としての抵抗力や団結力を著しく弱めた。記録に拠れば、時間の経過と共にソーヒーグは土地の植民地人にマッタベセット族の資産の大半を売ってしまうことを「強いられた。」1676年までにピューリタンはマッタベセット族の領土の内300エーカー (1.2 km2) を除いて所有するようになった。17世紀のニューイングランドではインディアンと植民地人の間の悲劇的交流についてはどこも同じような経過を辿った。
1700年代、ミドルタウンはコネチカットの中でも最大で最も繁栄する開拓地になった。アメリカ独立戦争のときまでに、ミドルタウンはその重要さでボストンやニューヨークと並ぶ繁盛港であり、市民の3分の1は商業や船舶運航業に関わっていた。ミドルタウンの初期経済では奴隷が一つの部分を占めていた。1661年にアフリカ人奴隷がバルバドス諸島から連れてこられた。1756年までに、ヨーロッパ人5,446人に対して奴隷218人と、コネチカット植民地の中で3番目に多い奴隷人口を擁するようになった。
ミドルタウンの貿易業者はコネチカット川河口のセイブルック砂州を除去することを求め、また後には1785年のミドルセックス郡設立を推進した。「ミドルセックス」という名前は、ロンドンがイングランドのミドルセックス州にある長い川港の上流にあるように、ミドルタウン市を長い川港の上流にあるようにする意図があったので選ばれた。このときの推進者達がコネチカットの西部にある全ての開拓地を結び、もう1つの長い港を創設する意図もあって、ミドルセックス・ターンパイク（現在の州道154号線）を建設した。
1800年代初期に、アメリカとイギリスの関係に歪みが来て、その結果貿易制限に至り、米英戦争の発端となったときに、ミドルタウンの港の衰退が始まった。この港が快復することは無く、むしろ1814年にミドルタウン出身の海軍准将トマス・マクドナがアメリカ軍を率いてシャンプレーン湖の戦いで勝利し、イギリス軍によるニューヨーク侵略の望みを終わらせたことで際だつことになった。
この期間、ミドルタウン市は武器製造の主要な中継点になった。この地域の多くの銃製造者が米英戦争の間に、アメリカ合衆国政府に拳銃の大半を供給した。しかしその後、この事業の中心はマサチューセッツ州スプリングフィールド、コネチカット州ハートフォードおよびニューヘイブンに移った。
1831年にはウェズリアン大学が創設され、アメリカ合衆国でも指導的な教養教育機関の一つになった。当時メソジストのウェスリアンが同じ場所にあった以前の教育機関を作り替えた。アメリカ文学・科学・軍事アカデミーはバーモント州ノーウィッチに移され、ノーウィッチ大学になった。当初のキャンパスにあった2つの主要校舎は、市内に学術的機関を誘致する意図を持ったミドルタウン市の住民によって建設された。
19世紀半ばにはミドルタウン市経済の根幹が貿易から製造業に置き換わった。しかし工業の成長は、鉄道がハートフォードからニューヘイブンまで敷かれたときに、ミドルタウンを通らないと決断されたために限界のあるものになった。ミドルタウンのホワイトロックとポートランド近郷のボドキンロックを結ぶ鉄道吊り橋を建設する大きな計画があったが、実行可能な案とは判断されなかった。

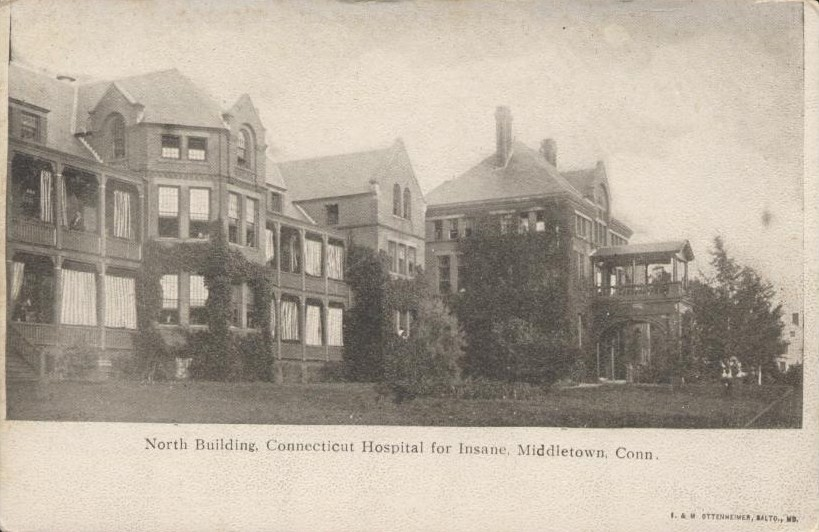
ミドルタウン精神病院の絵葉書、1907年

それでもミドルタウンは南北戦争で1つの役割を果たした。例えばミドルタウン出身のジョセフ・K・マンスフィールド将軍が1862年のアンティータムの戦いに北軍の将軍として参戦し戦死した。皮肉なことにアンティータムでの他の損失にはミドルタウンにある私立士官学校で教育を受けていたジョージ・テイラー准将も入っていた。また南北戦争の間に人気のあった行進曲『ジョージア行進曲』はミドルタウン住民のヘンリ・クレイ・ワークが制作した。ミドルタウン市は奴隷制度廃止運動でも活発な動きがあり、地下鉄道 (秘密結社)の中継点になった。
19世紀後半、市経済の根幹は製造業であり、特に船舶用部品（ウィルコックス・クリッテンデン・アンド・カンパニー）やタイプライター部品（ロイヤル・タイプライター）のような精巧に加工された金属部品が強かった。また幾つかの機械部品と型の製造者もあった。タイア製造会社のグッドイヤーの主工場もあった。さらに自動車製造のパイオニアであるアイゼンフス・ホースレス・ビーイクル・カンパニーもあった。
ミドルタウンはプロ野球ナショナル・アソシエーションのミドルタウン・マンスフィールズというメジャーリーグのチームが一時期本拠地にしていた。
19世紀遅くから20世紀初め、かつてアングロ・サクソン系民族が支配的だったこの市は人口構成に変化があった。最初にアイルランド人、続いて多数のイタリア人、その多くはシチリア島メリッリの町からの移民がミドルタウンの工場や農場で働くために到着した。ポーランド人やドイツ人も続き、1910年には人口が21,000人近くまで脹れ上がった。一方、アフリカ系アメリカ人の人口はわずか53人にまで減少した。これは雇用主が白人移民を雇う選択をしたためだった。20世紀後半は多くのアフリカ系アメリカ人がこの地域に入り、さらにはヒスパニック系移民の流入が続いた。ウェズリアン大学の教授2人の努力で1980年代初期にはカンボジア避難民の小集団が入り、その後繁栄するカンボジア地域社会の基盤になった。ミドルタウンにある小さなチベット人の社会も同様な経過だった。またコネチカット州では初めてのヒンドゥー教寺院が建設され、ヒンドゥー教徒も惹き付けることになった。
民族の混合は現在ミドルタウン市内にあるレストランの多様さという結果にもなり、急速に市の最も評判になった側面の一つになっている。

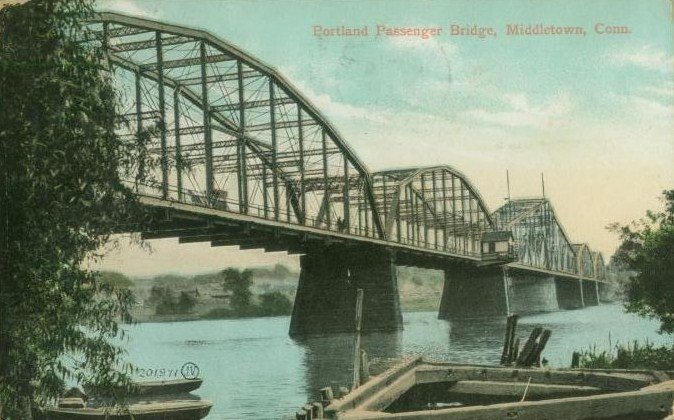
コネチカット川に架かるポートランド橋、1907年の絵葉書

自然災害とうち続く人々および企業の流入で20世紀前半のミドルタウンは影響された。1927年と1936年には洪水に見舞われ、1938年にはニューイングランド大ハリケーンに襲われた。これらの災害にも拘わらず、1938年にはコネチカット川に架かるアリゴニ橋が完工し、ミドルタウンとポートランドから東を繋ぎ、古い橋と役目を交代した。
1950年代、自動車に対する人気が高まり、政府当局はミドルタウン市内をコネチカット川から事実上分離するような高規格道路の建設を承認した。高規格道路の建設はその当初の自然の「存在理由」から1700年代からある多くの建物を含め歴史ある地区を破壊し、住民は古い地区の外にある新しい住宅地区から通勤するようになった。製造業と就職機会が無くなり、当時のアメリカ合衆国北東部の多くの都市と同様にミドルタウンも衰退していき、1990年代まで反転することはなかった。
この時代「都心再開発」の名のもとに多くの（老朽化はしていたが）威厳のある建物が壊され、その後は駐車場に変わるか空き地になった。犯罪が増加した。1960年代、プラット・アンド・ホイットニー航空機がミドルタウンのマロマス地区に大規模な工場を開設した。当時、土地開発者はオークグラブ・デイリーの大半を含め市内に残っていた農場を買収し、地元の労働者や周辺都市への通勤者のための郊外開発を始めた。
1970年代、オッドフェローズ・プレイハウス設立された。この劇場は毎年州内から多数の若者を引き寄せ演劇などの公演を行った。この劇場はコネチカット州でも数少ない若者の劇場の一つである。
1990年代、ミドルタウン市とミドルセックス商工会議所およびウェズリアン大学の共同事業で、ミドルタウンのメインストリートに大きな投資が行われた。その動きでミドルタウン中心街が蘇った。犯罪は減少し、新しいレストランや店舗がオープンした。
1827年に建設されたサミュエル・ワズワース・ラッセル邸が2001年に国定歴史史跡に指定された。1840年に建設されハイ・ストリートにあるアルソップ邸も登録された。どちらの建物もウェズリアン大学キャンパスの一部にある。

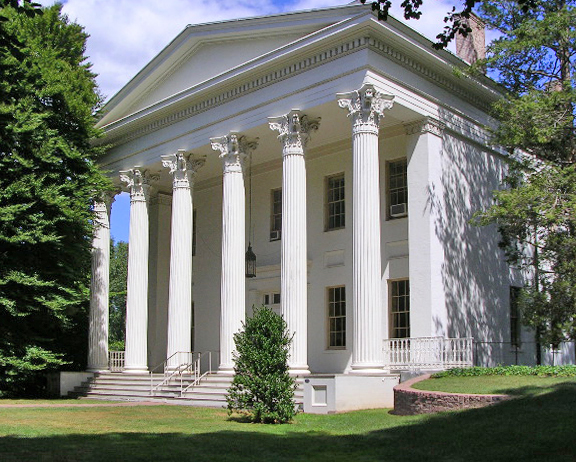
サミュエル・ワズワース・ラッセル邸

## 地理
ミドルタウンはコネチカット川の西岸、州の南中部にある。川に沿って走る州道9号線が市内を横切っている。アメリカ合衆国国勢調査局に拠れば、市域全面積は42.3平方マイル (109.6 km2)、このうち陸地は40.9平方マイル (105.9 km2)、水面は1.4平方マイル (3.7 km2)で水域率は3.36％である。
ミドルタウンの西にはメタコメット山脈があり、ロングアイランド・サウンドからバーモント州境近くまで伸びるトラップ岩の稜線が続く。メタコメット山脈の中で著名な山はヒグビー山とラメンテーション山の北側である。全長80キロメートルのマッタベセット・トレイルが尾根を横切っている。自然管理委員会がヒグビー山の頂上と岩層を管理している。

## 人口動態
以下は2000年国勢調査による人口統計データである。
| 基礎データ - 人口: 43,167人 - 世帯数: 18,554世帯 - 家族数: 10,390家族 - 人口密度: 407.5人/km2（1,055.4人/mi2） - 住居数: 19,697軒 - 住居密度: 185.9軒/km2（481.6軒/mi2） 人種別人口構成 - 白人: 80.01% - アフリカン・アメリカン: 12.26% - アジア人:2.68% - ヒスパニック・ラテン系: 5.30% 年齢別人口構成 - 18歳未満: 21.7% - 18-24歳: 8.3% - 25-44歳: 35.1% - 45-64歳: 21.5% - 65歳以上: 13.4% - 年齢の中央値: 36歳 - 性比（女性100人あたり男性の人口） - 総人口: 93.3 - 18歳以上: 90.2 | 世帯と家族（対世帯数） - 18歳未満の子供がいる: 25.7% - 結婚・同居している夫婦: 41.3% - 非家族世帯: 44.0% - 平均構成人数 - 世帯: 2.23人 - 家族: 2.90人 以下の収入データは2007年の推計である。 収入と家計 - 収入の中央値 - 世帯: 47,162 米ドル - 家族: 60,845米ドル - 性別 - 男性: 45,790米ドル - 女性: 34,648米ドル - 人口1人あたり収入: 25,720米ドル - 貧困線以下 - 対人口: 7.5% - 対家族数: 4.3% - 18歳以下: 7.5% - 65歳以上: 6.6% |

## 政治
| 有権者登録数と党派別投票動向、2005年10月25日 | 有権者登録数と党派別投票動向、2005年10月25日 | 有権者登録数と党派別投票動向、2005年10月25日 | 有権者登録数と党派別投票動向、2005年10月25日 | 有権者登録数と党派別投票動向、2005年10月25日 |
| 党                                           | 積極的支持者                                 | 消極的支持者                                 | 総数                                         | 比率                                         |
| -------------------------------------------- | -------------------------------------------- | -------------------------------------------- | -------------------------------------------- | -------------------------------------------- |
| 民主党                                       | 10,672                                       | 1,610                                        | 12,282                                       | 45.18%                                       |
| 共和党                                       | 3,665                                        | 414                                          | 4,079                                        | 15.00%                                       |
| 無党派                                       | 9,365                                        | 1,377                                        | 10,742                                       | 39.51%                                       |
| 少数党                                       | 69                                           | 14                                           | 83                                           | 0.31%                                        |
| 合計                                         | 23,771                                       | 3,415                                        | 27,186                                       | 100%                                         |

## 行政

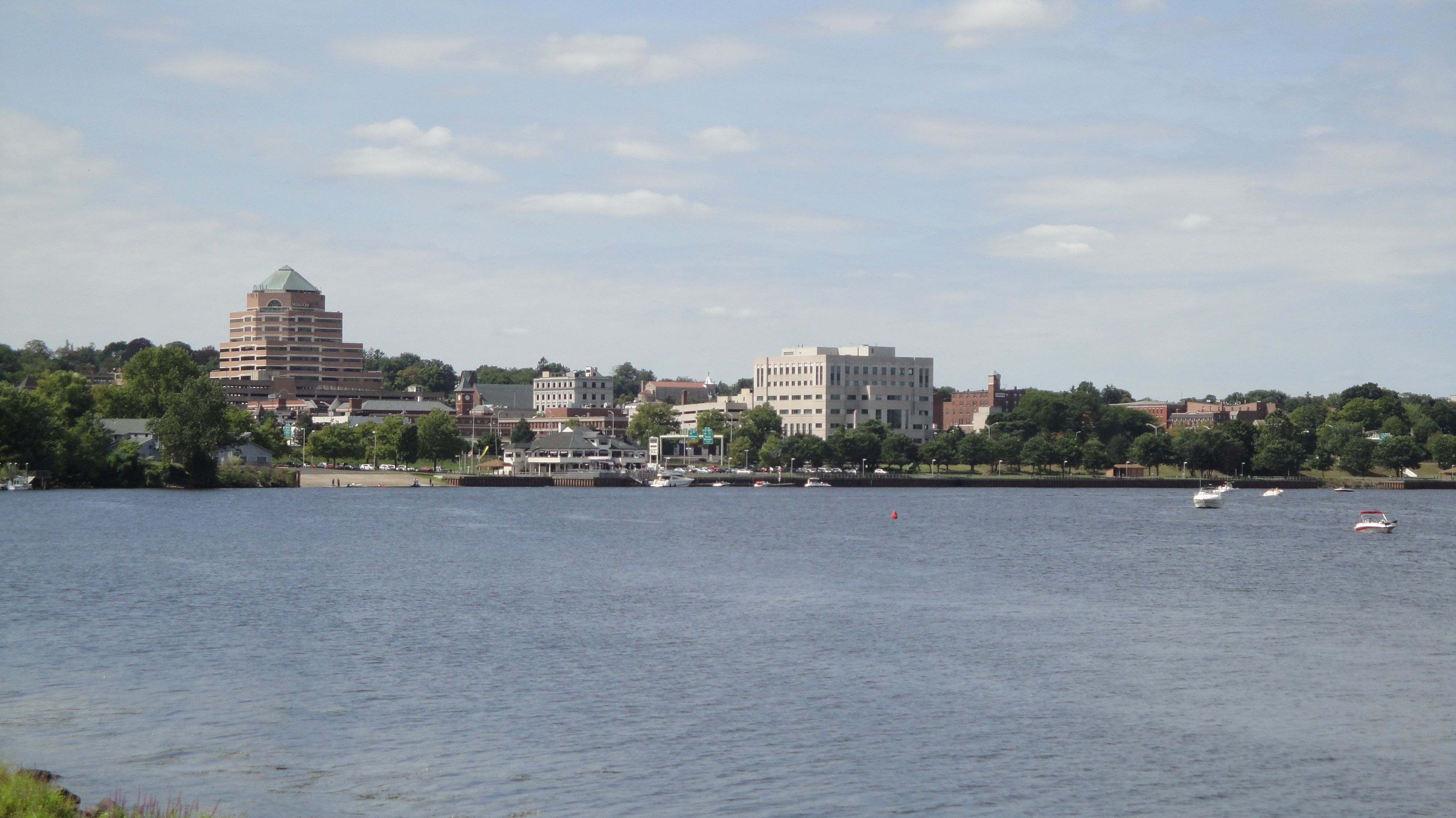
ミドルタウン中心街、コネチカット川とハーバーパークが見える

ここ数十年間、ミドルタウンはその住民の需要および慰安と資金提供のために要求される商業開発とのバランスを取ってきた。この動きは少なくとも1931年に遡り、アメリカ合衆国でも初めて計画協議会を設けた都市の一つになった。市長として記録的な8年間（4期）を務めた民主党のドミニク・S・ソーントンの指導で発展が続いた。中心街には12スクリーンの映画館、多くのレストランや他の事業を誘致し、メインストリート沿いには無料無線LANサービスを提供した。2005年11月8日、ソーントンに代わって共和党のセバスティアン・N・ジュリアーノが市長になり、前任者が税金を上げたことや、汚職で連邦捜査の対象になっていた会社であるトマッソ兄弟会社に新設高校の建設を発注したことを批判した。市内には論争のあったコネチカット州青少年訓練学校もある。ミドルタウンは製造業や中小企業の支援を続けている。
ミドルタウンは重要な政府の管理中心であり続けている。1798年にミドルセックス郡を創設してから1965年に郡庁を廃止するまで、ミドルタウン市は郡庁所在地だった。現在もミドルセックス最高裁判所があり、司法地区は元の郡のままである。その他の郡機能は州に集権化されるか町に移管されるかした。元の郡の建物は撤去されたが、市内の別の場所にはメインストリートの社会保障局のような州機関の建物があり、ミドルタウン検認裁判所はクロムウェル、ポートランド、ミドルフィールドおよびハッダムの町を管轄している。

## 文化
ミドルタウンは良く知られた若者劇団であるオッドフェローズ・プレイハウスの唯一の場所であり、ワシントン通りにあって、州内のあらゆる年齢の子供達に演劇の技能を学ばせるために惹き付けている。オッドフェローズは、子供達がサーカスの技能を学び、一千人の人々に身近に無料ショーを見せる場であるミドルトン子供達のサーカスも運営している。
文化的には、歴史的に不利があったノースエンドの再活性化の渦中にあり、フェリー通りの96軒混合収入層向け集合住宅であるワーフサイド・コモンズの建設などがある。2000年にウェズリアン大学と地域社会集団の連衡で設立されたグリーンストリート・アーツセンターは芸術教育と支援を促進することでこの地区に住人と企業を惹き付けようとした先駆的取り組みである。有名なオルアクス・ダイナーが何十年もノースエンドに幾らかの安定性をもたらすことに貢献した。しかし、2006年8月31日の大火が歴史的建造物の大半を破壊した。ミドルタウン地域社会はダイナーの再建のために資金を集める行事を何度も開催した。再建工事は2007年9月に始まり、オルアクス・ダイナーは2008年2月に再開された。

## 施設
ミドルタウンの公立図書館であるラッセル図書館は文化、教育および娯楽の中心として地域社会が集まる場所を提供し続けている。最近、この図書館は書籍、新聞、雑誌、新聞や雑誌記事の全文情報データベース（ニュース、事業、医療、健康、伝記、文学などの情報を提供）、教室、コンピュータ訓練、ワークショップ、コンサートおよび集会所として一般にも使えるようになっている。集会所には100席がある大きな集会室であるハバードルームなどがある。
ミドルタウンとミドルセックス郡全体の主要雇用主であるミドルセックス病院は、3,100万ドルを使って、新しい救急医療部を建設した。新しい救急医療室が2008年3月24日にオープンした。これと共にヘリポートが付加され、70台分の新しい患者用駐車場も備えられた。
ミドルタウンでは、エルマー判事の元の家を改装して最近拡張した所にキッドシティ子供の博物館があり、ワシントン通りを120メートル動かして現在の場所に据えた。ここは1歳から8歳までの子供達が両親やその他重要な成人と共に訪れ、遊びを通じて学ぶ体験プレイスペースである。

## 教育

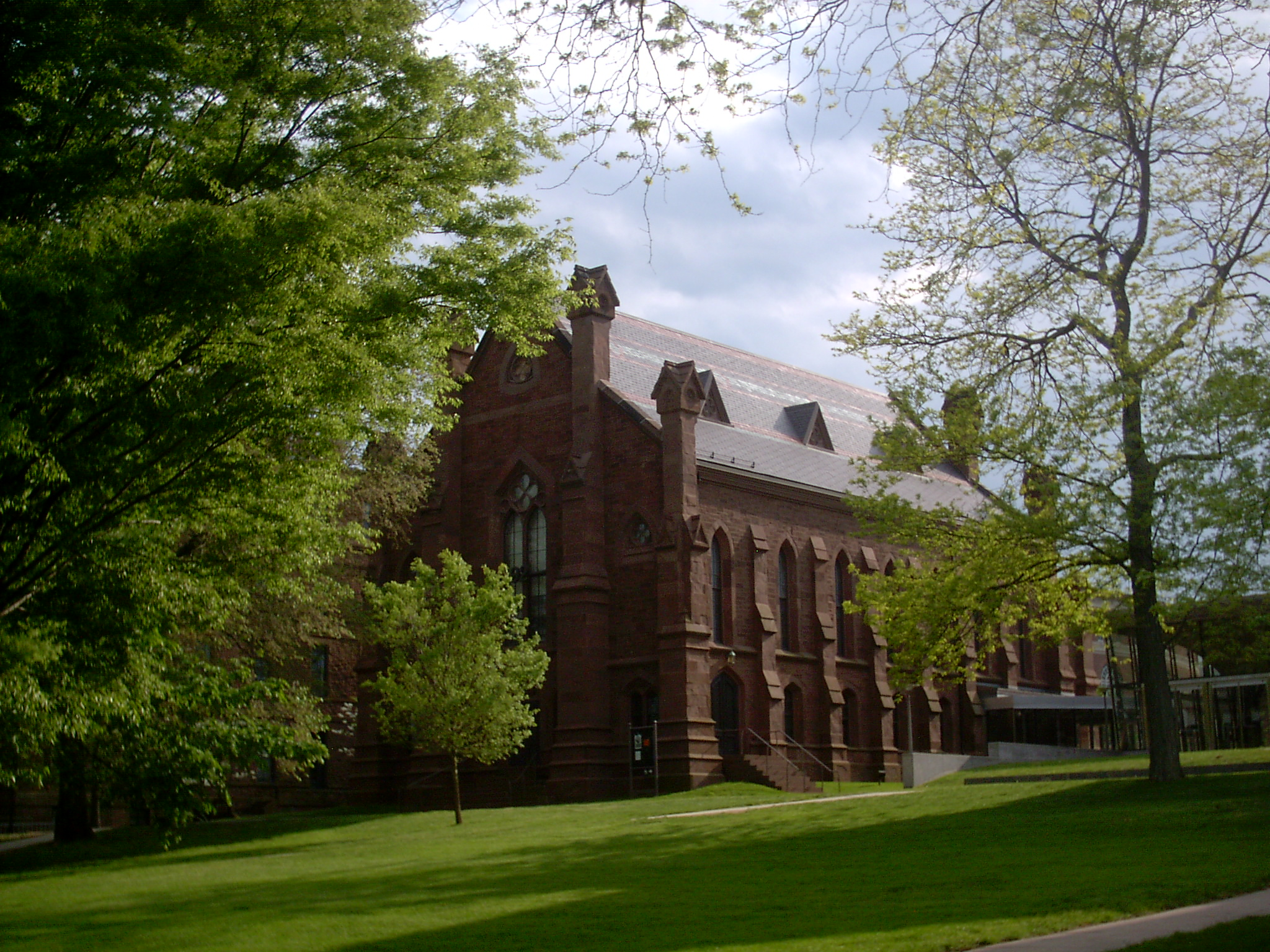
ウェズリアン大学

ウェズリアン大学に加えて、市内にはミドルセックス・コミュニティカレッジや2つのカトリック系高校があり、これらは全て周辺の社会から生徒・学生を惹き付けている。

## 地域
中心街の事業地区は地域の再活性化を続けている。パット・アンド・ホイットニー、イートナ、ミドルセックス病院、コネチカットバレー病院、リバティ銀行およびウェズリアン大学が主要な雇用主である。市の西端にはウェストレイクと呼ばれる地域があり、ザ・ファームズという84軒の地域社会を作っている。この農業関係の賞を受賞した地域社会はジョージ・アッヘンバッハによって1969年に開発され、「共通の土地」として設計された開放空間をもった「集合生活」のために考案されたことではコネチカット州で最初の地域社会だった。

## レジャー
多くの公園や自然の道があり、ミドルタウン自然庭園、ワズワースフォールズ州立公園、スミス公園、および家族が楽しむためにガイダ農場自然保護地域にある約40ヘクタールの開けた土地がある。ハーバーパークはコネチカット川沿いの約1ヘクタールの公園であり、ボードウォーク、レストラン、ナイトクラブ、釣り、季節によるボート遠征、およびミドルトン高校とウェズリアン大学ボートクルーの小屋などがある。7月4日の祭は、10月のコネチカット・ヘッド・オブ・ザ・レガッタと共にハーバーパークで開催される。

## 著名な住人
- ディーン・アチソン、ウェズリアン大学教員、アメリカ合衆国国務長官（在任1949年-1953年）
- レイモンド・E・ボールドウィン、ウェズリアン大学卒、コネチカット州知事、アメリカ合衆国上院議員、コネチカット州最高裁判所判事
- ビル・ベリチック、ウェズリアン大学卒、NFLニューイングランド・ペイトリオッツのヘッドコーチ
- アンソニー・ブラクストン、ウェズリアン大学教員、ジャズの作曲家として知られる
- ジャネット・ハンティントン・ブルースター（1910年–1998年）、慈善事業家、著作家、ラジオ・アナウンサー、第二次世界大戦のロンドンで救援活動者、ジャーナリストのエドワード・R・マローと結婚
- アンブローズ・バーフット、ウェズリアン大学卒、ボストンマラソン優勝者
- ダニエル・バローズ、コネチカット州選出アメリカ合衆国下院議員
- ジュールズ・ダッシン、映画監督
- ジェイムズ・デコベン、米国聖公会牧師
- ウィルバー・フィスク、ウェズリアン大学初代学長、フィスクホールは彼に因む
- サミュエル・ホールデン・パーソンズ、商人、弁護士、アメリカ独立戦争時の将軍、後にオハイオ州開拓計画を指導した
- サミュエル・ディキンソン・ハバード、コネチカット州選出アメリカ合衆国下院議員、アメリカ合衆国郵政長官 （在任1852年-1853年）
- ジョーイ・ジェイ、メジャーリーグベースボール選手、メジャーに昇格した最初のリトルリーグ出身者
- ジュリエット・オーガスタ・マギル・キンジー、歴史家、著作家
- ジョーイ・ロガーノ、レーシングドライバー（NASCAR）、チーム・ペンスキー所属。
- トマス・マクドナ、海軍准将、米英戦争のシャンプレーン湖の戦いの英雄
- エリク・マンジーニ、ウェズリアン大学卒、NFLクリーブランド・ブラウンズのヘッドコーチ
- ウィリアム・マンチェスター、歴史家、著作家、ウェズリアン大学卒
- ジョセフ・K・マンスフィールド、将軍、南北戦争のアンティータムの戦いで戦死
- リターン・J・メグス・シニア、アメリカ独立戦争の英雄、チェロキー族に対する代理人
- リターン・ジョナサン・メグズ (2世)、オハイオ州知事、オハイオ州選出のアメリカ合衆国上院議員、アメリカ合衆国郵政長官
- トニー・パストア、アーティ・ショーの楽団でテナーサックス奏者、ボーカル担当
- ウィリー・ペップ、プロボクサー
- ビル・ロジャーズ、ウェズリアン大学卒、ボストンマラソンで5度優勝
- モーリス・ローズ、将軍、ミドルタウン生まれ、第二次世界大戦のドイツで戦死
- ノアディア・ラッセル、牧師、神学者、イェール大学創設者の一人
- サミュエル・ワズワース・ラッセル、ラッセル・アンド・カンパニーの創業者
- メジャー・テイラー、自転車競技世界チャンピオン、スポーツ全種目で世界チャンピオンになったことでは、2人目のアフリカ系アメリカ人
- アルトン・トビー（1914年-2005年）、画家、ミドルタウン生まれ
- アンドリュー・ヴァンウィンガーデンとベン・ゴールドワッサー、ミドルタウン在住時にバンドのMGMTを結成、ウェズリアン大学で学んだ
- ジョーダン・ルッソリーリョ、プロ・サッカー選手、ミドルタウン生まれ
- ビル・ワトラス、ジャズ・ミュージシャン、バンドリーダー、ミドルタウン生まれ
- ジョス・ウィードン、ウェズリアン大学卒、テレビ番組バフィー 〜恋する十字架〜制作者
- ジェドゥサン・ウィルコックス、ニューハンプシャー州選出のアメリカ合衆国下院議員
- ウッドロウ・ウィルソン、アメリカ合衆国大統領、ウェズリアン大学で政治経済学の教授
- ヘンリ・クレイ・ワーク、南北戦争の間に人気のあった行進曲『ジョージア行進曲』の作曲者。また、日本では『大きな古時計』として知られる『My Grandfather's Clock』の作詞者であり作曲者でもある
- アリー・ウルベル、映画『南部の唄』、テレビ番組『ディズニーランド』挿入曲'Zip-a-Dee-Doo-Dah'などヒット曲の作曲者

## 姉妹都市
- イタリア、メリッリ
- プエルトリコ、カイェイ